# Red Dog (Kartenspiel)
Red Dog, auch Acey Deucey oder In between, ist ein Karten-Glücksspiel, das in Spielbanken angeboten wird.
Red Dog entstand um 1900 in den USA; der Ursprung des Namens ist unbekannt, möglicherweise war Red Dog der Name eines Saloons, in dem dieses Spiel gepflegt wurde. Darüber hinaus steht der Name „Red Dog“ auch für das Kartenglücksspiel High Card Pool; der Name „Acey Deucey“ ist ebenso wenig eindeutig, Acey Deucey heißt auch eine Backgammon-Variante.
Die nachfolgende Erklärung beschreibt das Casinospiel.

## Spielregeln

### Allgemeines

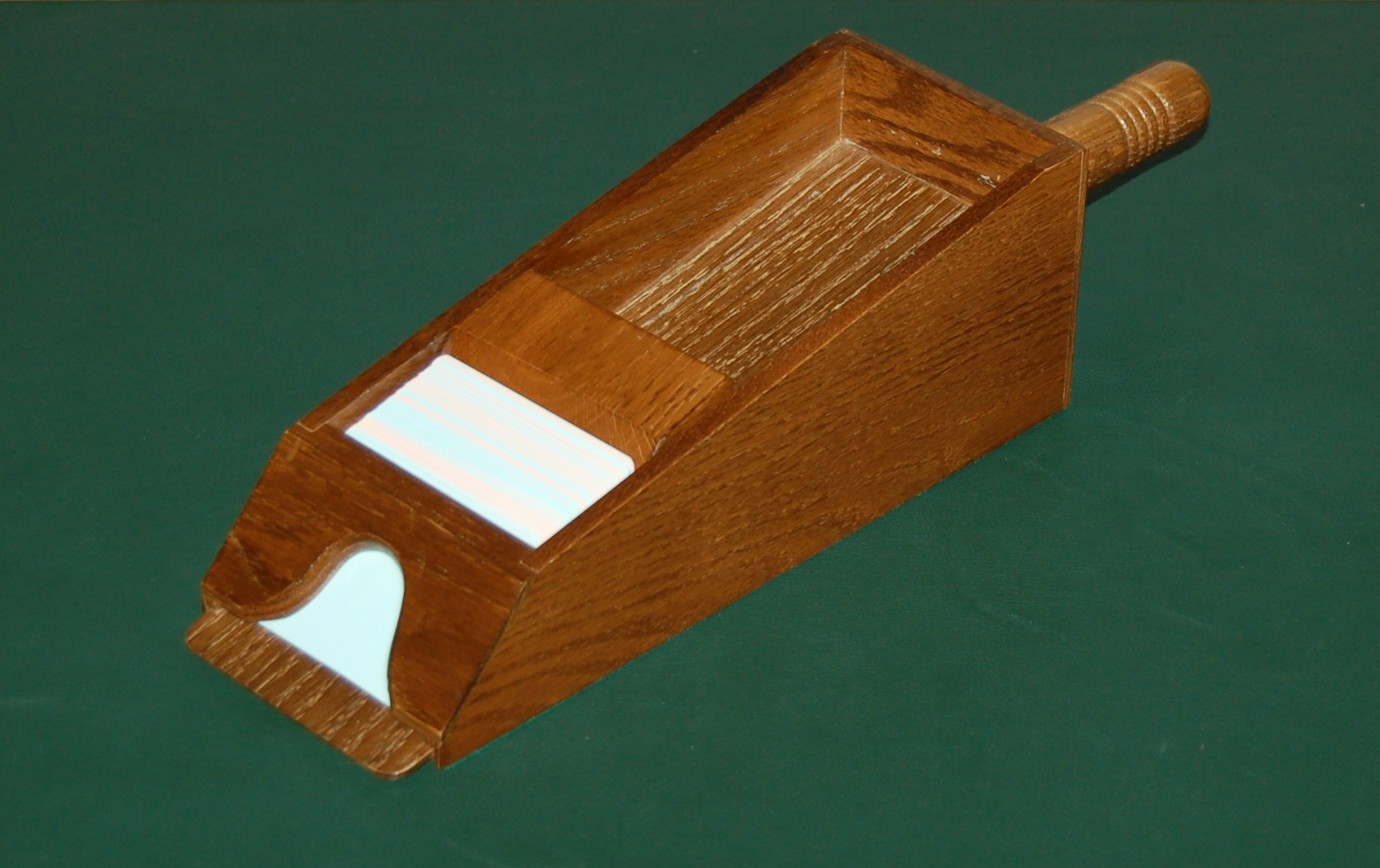
Kartenschlitten

Red Dog wird mit sechs Paketen zu 52 Blatt französischer Spielkarten gespielt; diese werden vom Croupier gemischt, von einem Spieler coupiert (d. h. abgehoben) und vom Croupier in einen Kartenschlitten gelegt. 
Vor jedem Coup tätigen die Pointeure ihre Einsätze (engl. Bets), sodann zieht der Croupier zwei Karten ab, die er offen vor sich auf den Tisch legt, dabei lässt er einen Abstand, sodass eventuell eine dritte Karte in die Mitte gelegt werden kann.

### Pair
Bilden die ersten beiden Karten ein Paar, z. B. zwei Achter, zieht der Croupier sofort eine dritte Karte und legt sie in die Mitte. 
- Hat diese Karte denselben Wert, bilden die drei Karten einen Drilling (engl.: three of a kind) bzw. ein Red Dog. In diesem Fall erhalten die Spieler einen 11:1-Gewinn ausbezahlt.

- Hat diese dritte Karte einen anderen Wert, ist das Spiel ein Tie, d. h. unentschieden, die Pointeure gewinnen nicht, verlieren aber auch nicht.

### Consecutive
Sind die beiden ersten Karten aufeinanderfolgend; z. B. 7-8 oder K-A (nicht A-2, Ass ist immer die höchste Karte, 2 die niedrigste), so ist das Spiel ebenfalls ein Tie, es wird keine dritte Karte gezogen.

### Non consecutive
Sind die beiden ersten Karten nicht aufeinanderfolgend, gibt der Croupier den Abstand (engl. Spread) bekannt: Sind z. B. die beiden ersten Karten eine 8 und eine 10, beträgt der Spread 1. Der größtmögliche Spread beträgt 11. Er wird erreicht, wenn ein Ass und eine 2 als erste Karten gezogen werden – daher der Name „Acey deucey“.
Nun dürfen die Spieler, wenn sie wollen, ihre Einsätze erhöhen; der zusätzliche Einsatz, das sog. Raise darf aber nicht größer als der ursprüngliche Einsatz sein. 
Haben alle Spieler ihre Raises gesetzt, zieht der Croupier eine dritte Karte und legt diese in die Mitte. Ergibt sich eine strikt auf- bzw. absteigende Folge, d. h. liegt die dritte Karte im Wert zwischen den beiden ersten Karten – daher der Name „In between“ – gewinnen die Spieler.
Die Höhe des Gewinnes richtet sich nach dem Spread, es gilt folgende Tabelle:
- Spread 1: Quote 5 zu 1
- Spread 2: Quote 4 zu 1
- Spread 3: Quote 2 zu 1
- Spread 4 oder größer: Quote 1 zu 1, d. h. even money.

Liegt die dritte Karte außerhalb des Intervalls, bzw. stimmt die dritte Karte mit einer der beiden ersten Karten überein, gewinnt die Spielbank.
Beispiel
Ein Spieler setzt 10 US-Dollar, der Croupier zieht zu Beginn eine 7 und eine 10. Der Spread beträgt somit 2. Der Spieler entschließt sich, seinen Einsatz zu erhöhen, und setzt zusätzliche 5 Dollar als Raise; sein Einsatz beträgt insgesamt 15 Dollar. 
- Fällt als dritte Karte eine 8 oder eine 9, erhält der Spieler einen 4:1-Gewinn auf seinen Einsatz von 15 Dollar, d. h. 60 Dollar; seinen Einsatz erhält er natürlich ebenfalls zurück, d. h. 75 Dollar brutto.
- Fällt als dritte Karte irgendein anderer Wert, sind die 15 Dollar verloren.

## Strategie
Eine Spielweise wie im obigen Beispiel ist aus Sicht der Wahrscheinlichkeitsrechnung alles andere als sinnvoll. 
Für einen Spieler ist es nur dann vorteilhaft, ein Raise zu setzen, wenn der Spread mindestens 7 beträgt. Dann aber soll man als Spieler die Möglichkeit zu erhöhen voll ausschöpfen und den ursprünglichen Einsatz verdoppeln. 
Hält sich ein Pointeur an diese Regel, beträgt der Bankvorteil etwa 2,4 %.